# جائزة جمعية المرأة للرياضيات-مايكروسوفت للبحوث في الجبر ونظرية الأعداد
تأسست جائزة جمعية المرأة للرياضيات-مايكروسوفت للبحوث في الجبر ونظرية الأعداد في عام 2012. وهي جائزة تُمنح كل عام من قِبَل جمعية المرأة للرياضيات لباحثة شابة بارزة في الجبر أو نظرية الأعداد.

## الفائزون بالجائزة
- صوفي موريل (2014)، لأبحاثها في نظرية الأعداد، لا سيما مساهماتها في برنامج لانجلاندز، وتطبيق لنتائجها على علم الكومولوجيا الموزون، ودليل جديد على صيغة برينتي التوافقية لكازدان-لوزديج متعددو الحدود.[1][2]
- لورين ويليامز (2016)، لأبحاثها في علم التوافقيات الجبرية، ولا سيما مساهماتها في فراغات جرانسمانيان غير السالبة تمامًا، وعملها في جبر المجموعات، وإثباتها (مع موسيكر وشيفلر) للوصول لتخمين لورنت الشهير.[3][4]
- ميلاني وود (2018)، لأبحاثها في نظرية الأعداد والهندسة الجبرية، ولا سيما مساهماتها في الإحصاء الحسابي والهندسة الاستوائية، وكذلك عملها مع فاكيل على السلوك المقيد للعائلات الطبيعية من الأصناف.[5][6]